# Maurice Gaudefroy-Demombynes
Maurice Gaudefroy-Demombynes (Renancourt-lès-Amiens, 15 dicembre 1862 – Hautot-sur-Seine, 12 agosto 1957) è stato un orientalista, arabista e islamista francese, nonché storico delle religioni..
I suoi lavori più noti sono gli studi storici e religiosi sul pellegrinaggio alla Mecca, come pure quelli sulle istituzioni musulmane. Ha anche tradotto in francese i resoconti di viaggio dello scrittore ed esploratore arabo Ibn Jubayr (1145-1217). Un'opera fondamentale è ugualmente il suo libro sulla scorta delle informazioni fornite da autori arabi, riguardanti la Siria all'epoca dei Mamelucchi.
Maurice Gaudefroy-Demombynes è stato professore all'École nationale des langues orientales vivantes (oggi INALCO).

## Opere scelte
- Ibn Khaldoun: Les Rois de Grenade (traduzione), Paris 1898
- Les Cérémonies du mariage en Algérie, Paris 1900
- Le Pèlerinage à la Mekke. Étude d'histoire religieuse, Paris 1923 (Annales du Musée national des arts asiatiques - Guimet: Bibliothèque d'études; 33)
- Les Institutions musulmanes, Paris 1921
- Mahomet. L'Homme et son message, Paris 1957 (Riedizione Paris 1969)
- (In collaborazione con S.F. Platonov) Le Monde musulman et byzantin jusqu'aux croisades, Paris, E. de Boccard, 1931 (Histoire du Monde 7,1)
- (In collaborazione con Louis Mercier) Manuel d'arabe marocain. Grammaire et dialogues. Nuova edizione rivista e aumentata da Louis Mercier, Paris, Société d'éditions géographiques, maritimes et coloniales, 1925
- La Syrie à l'époque des Mamelouks d'après les auteurs arabes: description géographique, économique et administrative précédée d'une introduction sur l'organisation gouvernementale, Paris, Librairie orientaliste Paul Geuthner, 1923 (Haut-Commissariat de la République Française en Syrie et au Liban: Bibliothèque archéologique et historique, Vol III.)
- Masālik el abṣār fi ... / 1 / L'Afrique, moins l'Égypte / Abu-'l-ʿAbbās Aḥmad Ibn-Yaḥyā Šihāb-ad-Dīn Ibn-Faḍlallāh al-ʿUmarī, Paris 1927.
- Masālik el abṣār fi mamālik el amṣār / Abu-'l-ʿAbbās Aḥmad Ibn-Yaḥyā Šihāb-ad-Dīn Ibn-Faḍlallāh al-ʿUmarī, Paris 1927.
- Voyages. Prima edizione, quattro volumi, Paris, Librairie orientaliste Paul Geuthner, 1949, 1951, 1953–1956 e 1965 (Documents relatifs à l'Histoire des Croisades publiés par l'Académie des inscriptions et belles-lettres. Vol. I–III, + Atlas).
- Voyages / P. 4 / Tables / Muḥammad Ibn-Aḥmad Ibn-Ǧubair. 1965
- Voyages ; P. 3 / Muḥammad Ibn-Aḥmad Ibn-Ǧubair. 1953–1956
- Voyages ; P. 2 / Muḥammad Ibn-Aḥmad Ibn-Ǧubair. 1951
- Voyages ; P. 1 / Muḥammad Ibn-Aḥmad Ibn-Ǧubair. 1949
- Grammaire de l'arabe classique: (morphologie et syntaxe) / Régis Blachère. - 3e éd., revue et remaniée (nouveau tirage), Paris, Maisonneuve et Larose, 1952
- Les cent et une nuits. Traduites de l'arabe, Paris, Librairie orientale et américaine E. Guilmoto, s.d. Traduites avec des notes détaillées à partir d'un manuscrit nord-africain moderne avec des variantes de trois autres.
- Masālik El Abṣār fi ... / 1 / L'Afrique, moins l'Égypte / Abu-'l-ʿAbbās Aḥmad Ibn-Yaḥyā Šihāb-ad-Dīn Ibn-Faḍlallāh al-ʿUmarī. - 1927
- Documents sur les langues de l'Oubangui-Chari, Paris, 1907. Comprende (pp. 107–122) un elenco comparativo di 200 parole delle lingue Bua, Niellim, Fanian e Tunia, con una succinta grammatica e alcune frasi raccolte da Decorse.